# Chambroncourt
Chambroncourt település Franciaországban, Haute-Marne megyében. Lakosainak száma 48 fő (2022. január 1.). Chambroncourt Leurville, Morionvilliers, Orquevaux, Trampot, Aillianville és Épizon községekkel határos.

## Népesség
A település népességének változása:
| Lakosok száma | 62   | 45   | 42   | 39   | 47   | 50   | 49   | 49   | 49   | 48   |
|               | 1968 | 1982 | 1990 | 2006 | 2013 | 2015 | 2017 | 2019 | 2020 | 2022 |